# 米高梅動畫
米高梅動畫（Metro-Goldwyn-Mayer Animation）是美國影視公司米高梅旗下電影工作室的動畫部門，專門為其戲劇和電視製作動畫。於1993年由保羅·薩貝拉（Paul Sabella）和喬納森·德恩（Jonathan Dern）創立。該工作室自2002年以來處於休眠狀態。